# Redcrest
Redcrest – jednostka osadnicza w Stanach Zjednoczonych, w stanie Kalifornia, w hrabstwie Humboldt. W 2010 była zamieszkana przez 89 osób.